# Églises baroques des Philippines
| \| Localisation des Philippines en Asie \| Église Saint-Augustín (Manille) Église Nuestra Señora de la Asunción (Santa María) Église San Agustín (Paoay) Église Santo Tomás de Villanueva (Miag-ao) |
| Localisation des Philippines en Asie |

| Localisation des Philippines en Asie |

Églises baroques des Philippines désigne les quatre églises philippines retenues sur la liste du patrimoine mondial de l'UNESCO depuis 1993, en ce qu'elles se rapportent à l'époque de l'Empire colonial espagnol.
- Église Saint-Augustin, Manille (14° 35′ 20″ N, 120° 58′ 29″ E)
- Église Nuestra Señora de la Asunción, Santa María, Ilocos Sur (17° 22′ 01″ N, 120° 28′ 59″ E)
- Église Saint-Augustín, Paoay, Ilocos Norte (18° 03′ 42″ N, 120° 31′ 18″ E)
- Église Santo Tomás de Villanueva, Miagao, Iloilo (10° 38′ 30″ N, 122° 14′ 08″ E)

## Description
Ces églises ont eu un rôle très important dans l'histoire des Philippines, non seulement en répandant le Christianisme dans l'archipel, mais aussi comme soutien essentiel de la politique coloniale espagnole, quand l'Église et l'État étaient indissociables. Leur architecture unique reflétait non seulement l'adaptation de l'architecture espagnole/latino-américaine à l'environnement local (en intégrant notamment des motifs chinois), mais aussi l'influence politique de l'Église.
Ces églises étant la cible d'attaques dans des révoltes et rébellions locales, elles ont l'aspect de forteresses autant que d'églises. L'église Sainte-Marie de Manille, en particulier, située sur une colline, servit de citadelle. L'église de Miag-ao fut attaquée par les musulmans du sud. En plus, comme elles se trouvent sur la ceinture de feu du Pacifique, les architectes prêtèrent une attention particulière à leurs fondations et à leurs contreforts, pour les rendre plus résistantes aux tremblements de terre; leur style fut donc appelé « baroque des tremblements de terre ». L'église de Manille est le seul édifice d'Intramuros ayant survécu à la Seconde Guerre mondiale.

## Protection étendue
La Commission nationale pour la culture et les arts des Philippines a aussi désigné 26 autres églises de l'époque coloniale pour être protégées. Elles sont considérées comme des trésors culturels nationaux.
1. San Agustín, Bacong, Negros Oriental
2. Inmaculada Concepción à Balayan
3. Santiago Apóstol, Betis Guagua, Pampanga
4. Patrocinio de María, Boljoon, Cebu
5. San Pedro y San Pablo, Calasiao, Pangasinan
6. San Vicente de Ferrer, Dupax del Sur, Nueva Vizcaya
7. Inmaculada Concepción, Guiuan, Samar oriental
8. Inmaculada Concepción, Jasaan, Misamis oriental
9. San Juan Bautista, Jiménez, Misamis occidental
10. San Isidro Labrador, Lazi, Siquijor
11. San Pedro y San Pablo, Loboc, Bohol
12. Santa Catalina de Alejandría, Luna, La Unión
13. San Carlos Borromeo, Mahatao, Batanes
14. San Guillermo de Aquitania, Magsingal, Ilocos Sur
15. San Gregorio Magno, Majayjay, Laguna
16. Asunción de Nuestra Señora, Maragondon, Cavite
17. San Andrés, Masinloc, Zambales
18. Santa Mónica, Panay, Capiz
19. Cathédrale de San José, Romblon, Romblon
20. San Raymundo de Peñafort, Rizal, Cagayan
21. San Joaquin, San Joaquin, Iloilo
22. San Juan Bautista, Tabaco City, Albay
23. San Ildefonso, Tanay, Rizal
24. Basilique de Michel Ange, Tayabas, Quezon
25. Santa Catalina de Alejandría, Tayum, Abra
26. San Matías, Tumauini, Isabela
27. Santa María Magdalena, Kawit, Cavite
28. Nuestra Señora Virgen del Rosario de Caracol, Rosario, Cavite